# Arbetarstadsdel

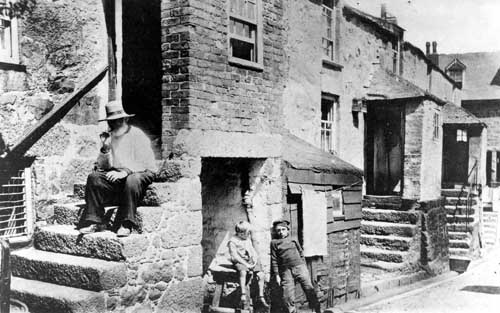
Bishopgate, ett slumområde i Wetherby i England under viktoriansk tid.

En arbetarstadsdel (engelska: working class quarter) är en stadsdel som bebos, eller tidigare bebotts, av en hög andel arbetare. Vissa äldre arbetarstadsdelar har med tiden dragit till sig andra samhällsgrupper, såsom Möllevången i Malmö, Majorna i Göteborg, Södermalm i Stockholm, Grünerløkka i Oslo och Berghäll i Helsingfors. I samband med detta kan man i många fall tala om gentrifiering. Men en nutida arbetarstadsdel kan även vara ett ytterområde, en förort eller ett miljonprogramsområde, med varierande grad av popularitet.

## Arbetarstadsdelarnas uppkomst

### Städernas befolkningstillväxt på 1800-talet
Under andra hälften av 1800-talet skedde en kraftig arbetskraftsinflyttning till städerna, vilket orsakade en stor bostadsbrist. Det uppstod en privat bostadsproduktion av enkla bostäder till hög hyra. Trots detta blev bostadssituationen allt värre och i till exempel Göteborg tiodubblades befolkningen från år 1800 till år 1900. För att komma tillrätta med trångboddheten och sanitära problemen uppfördes därför många landshövdingehus runt om i staden under 1880- och 1890-talen. I till exempel Olskroken byggdes det första landshövdingehuset år 1884. Bostadsproblemen kom dock att kvarstå, bland annat då enrumslägenheterna var för små för de barnrika familjerna och månadshyrorna kunde vara högre än en veckolön, vilket kom att leda till ett inneboendesystem.
Andra arbetarstadsdelar i Göteborg var Landala, inkorporerad år 1883 och stadsplanelagd året efter, Annedal införlivad år 1872, Haga som började bebyggas redan på 1640-talet, men där omkring hälften av trähusen ersattes med landshövdingehus under åren 1870–1915, samt Olivedal med landshövdingehus från perioden 1880–1920-talet och med stadens högsta barntäthet. I Annedal uppstod en blandad bebyggelse, där viss bebyggelse uppförts före införlivandet, men där bostäder kom att uppföras av såväl socialt inriktade bostadsbolag och byggnadsföreningar, som stiftelser, kooperativa sparbanksföreningar, privatpersoner och företag.
I Malmö blev Lugnet den första stadsdelen med utpräglad arbetarbefolkning. Den började bebyggas på 1860-talet för arbetarna vid Kockums. Senare tillkom Kirseberg, Rörsjöstaden och Sofielund. På 1890-talet byggdes Värnhem, Södervärn och runt Slussplan. I början av 1900-talet uppfördes Möllevången, vilken skilde sig från de tidigare stadsdelarna genom breda gator och byggnader i fyra våningar. I arbetarstadsdelarna blandades bostäder, affärer, arbete, nöjen och småindustrier.
I Stockholm skedde en kraftig industrialisering på 1860- och 1870-talen och Södermalm och Kungsholmen blev arbetarstadsdelar. På Norrmalm blev Birkastan och Sibirien arbetarområden.

### Bostäder för företagens anställda
Arbetarbostäder byggdes i vissa fall av företagen för att under tider med brist på arbetskraft locka till sig arbetare och därigenom kunna säkerställa behovet av arbetskraft. Dessa bostadsområden kunde också ge företagen en viss kontroll över de boende, då bostaden knöts till anställningen. Detta var fallet i till exempel Krokslätt, där Krokslätts fabriker lät uppföra bostäder åt sina anställda.
Exempel på arbetarstadsdelar uppförde av företagen är Lugnet i Malmö, byggt för Kockums arbetare, och Råsunda i Solna, som uppfördes av spårvägsbolaget.

### Kåkstäder och spekulationsbyggen
På andra håll växte oplanerade kåkstäder upp, vilka byggts på spekulation i närheten av industriområdena. Vatten och avlopp saknades ofta i kåkstäderna, och de sanitära förhållandena var usla. Omkring Stockholm fanns kåkstäder i Årstadal, Gröndal, Mälarhöjden, Älvsjö, Lilla Alby och Huvudsta.
Dessa kåkstäder kunde växa upp utanför städer och municipalsamhällen, där inga stadsplaner förelåg. Framväxten av dessa områden sågs som problem av städerna, vilket i exempelvis Toltorpsdalen utanför Göteborg ledde till att landshövdingen i princip framtvingade att Fässbergs kommun blev stad och därmed skyldig att reglera bebyggelsen.
Arbetarnas bostäder inrymdes ofta i uppruttna hus, där fönster och dörrar var otäta och inte kunde stängas. Byggnader uppfördes på spekulation för att därigenom tjäna på den rådande bostadsbristen. Det byggdes plankhus utan ordentlig grund på ett par månader och det var inte alltid som spis och kakelugn hann installeras till den första vintern, utan hyresgästerna fick hålla tillgodo med en uttjänt kamin. Det förekom även att rum hyrdes ut i uthusen.

## Strategier för sanering
År 1875 trädde den första byggnadsstadgan för rikets städer i kraft och år 1907 blev stadsplanerna bindande. Utifrån dessa stadsbyggnadsinstrument drogs under 1920-talet strategier upp för att förändra landets bebyggelse. År 1931 infördes nybyggnadsförbud i områden där planutredning förelåg. Detta förbud innefattade även modernisering, för att därigenom motverka värdestegring av fastigheterna. Genom en lagskärpning år 1947 kom allt underhåll av den äldre bebyggelsen att upphöra. Tillsammans med hyresreglering ledde detta till att den äldre bebyggelsen i städerna förföll. Därigenom skapades möjligheter att lösa städernas expansion och sanera bebyggelsen.
Den största rivningsverksamheten i landet förekom i början av 1960-talet i Stockholm, men år 1964 gick Göteborg om. Under åren 1959–1974 revs ungefär lika många lägenheter, omkring 20 000, i de två städerna.